# Slim Amamou

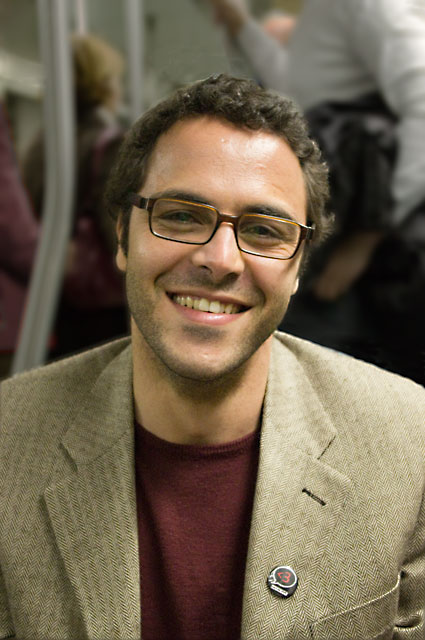
Amamou (2011)

Slim Amamou, arabisch سليم عمامو (* 1977 in Tunesien) ist ein tunesischer Internet-Unternehmer, Blogger (Twitter-Kennung: slim404) und Politiker der Piratenpartei Tunesien.
Er war Mitglied der von Premierminister Mohamed Ghannouchi gebildeten tunesischen Übergangsregierung, die die Geschäfte des Landes bis zu den ersten freien Wahlen führte.
Nach dem Sturz des tunesischen Diktators Zine El Abidine Ben Ali wurde eine Generalamnestie für politische Gefangene ausgesprochen. Unter den Freigelassenen befand sich auch der im Land bekannte und beliebte Vorkämpfer für die Meinungsfreiheit, Slim Amamou. Amamou wurde nach seiner Freilassung am 17. Januar 2011 zum Staatssekretär für Jugend und Sport (secrétaire d'État à la Jeunesse et aux Sports) berufen.

## Tätigkeit als Staatssekretär
Eine seiner ersten Tätigkeiten als Staatssekretär war eine Sitzung bei dem tunesischen Innenminister, in der es um die Klärung der Verantwortlichkeiten für die Internetzensur und um deren schrittweise Aufhebung ging. Slim Amamou trat von seinem Posten als Staatssekretär am 23. Mai 2011 zurück.

## Auszeichnung
Für sein Engagement erhielt Slim Amamou am 19. September 2011 den Menschenrechtspreis 2011 der Friedrich-Ebert-Stiftung. Neben ihm erhielt posthum Khaled Said den Preis. Der ägyptische Blogger war am 6. Juni 2010 von Zivilpolizisten zu Tode geprügelt worden. Die Laudatio bei der Preisverleihung hielt der Vorsitzende des Vereins „Gegen Vergessen – Für Demokratie“  und spätere Bundespräsident Dr. Joachim Gauck.

## Zitat
Angesprochen auf die Schnelligkeit der Revolution schrieb er:
“The most rapid revolution in history. Because we are connected. Synchronized.”
„Die schnellste Revolution in der Geschichte. Weil wir verbunden sind. Synchronisiert.“